# Fargues-sur-Ourbise
 Fargues-sur-Ourbise  là một xã thuộc tỉnh Lot-et-Garonne trong vùng Nouvelle-Aquitaine phía tây nam nước Pháp. Xã này nằm ở khu vực có độ cao trung bình 119 mét trên mực nước biển.